# Fachverband Spielhallen
Der Fachverband Spielhallen e. V. – kurz FSH – ist eine auf freiwilligem Zusammenschluss beruhende Berufsorganisation von Unternehmen, die in Deutschland gewerblich Spielhallen betreiben, mit dem Zweck der Förderung und Wahrung der ideellen, rechtlichen und wirtschaftlichen Interessen dieses Gewerbes. Zu den Aufgaben des Verbandes gehören insbesondere die Vertretung der Interessen des Spielhallengewerbes sowie die Unterstützung einzelner Mitglieder, die Herbeiführung und der Austausch allgemeiner wirtschaftlicher, technischer sowie rechtlicher Informationen zum Nutzen der Mitglieder, die Förderung der Belange und des Ansehens des Spielhallengewerbes, die Schlichtung von Streitigkeiten und die Bekämpfung verbotenen Glücksspiels im Sinne des Strafgesetzbuches sowie unlauteren Wettbewerbs. Mitglied des Verbandes kann jede juristische (siehe juristische Person) oder volljährige natürliche Person werden, die gewerbliche Spielhallen in Deutschland betreibt.

## Gründungsgeschichte
Im November 2012 wurde der Verein als Mitgliedsverband im Bundesverband Automatenunternehmer e. V. gegründet. Die Gründungsmitglieder und der Vorstand setzen sich ausschließlich aus Spielhallenunternehmern aus dem Mittelstand zusammen. Intention zur Gründung eines Fachverbandes als Instrument zur Wahrung der Interessen des klassischen Spielhallenbetreibers war die Struktur der Automatenwirtschaft in Deutschland: Derzeit werden 80 Prozent der Spielhallen von klein- und mittelständischen Unternehmen geführt, deren Interessen es nach Ansicht der Gründungsmitglieder in besonderem Maße zu vertreten gilt. Damit ist der FSH in der Verbändestruktur der Automatenwirtschaft der erste und bis dato einzige Verband, der weder die Automatenindustrie oder den Großhandel noch die Filialisten der Branche vertritt. Seit der Gründung im Jahr 2012 verzeichnet der Verband mit Stand Oktober 2014 100 Mitglieder.

## Die Struktur des FSH
Der Vorstand des Fachverband Spielhallen e. V. besteht – mit Stand Oktober 2014 – aus neun Vorstandsmitgliedern. Dies sind der Vorsitzende (Frank Waldeck), der stellvertretende Vorsitzende (Andreas Braun) und der Schatzmeister (Karl Weber). Daneben sind die weiteren Vorstandsmitglieder Gundolf Aubke, Jean Pierre Berlejung, Mark Hinterholzinger, Heinz Basse, Dirk Fischer sowie Tobias Schneegans. Der Geschäftssitz des Verbandes ist in Berlin. Geschäftsführerin ist Jasmine Rohde. Vertretungsberechtigter Vorstand ist der Vorsitzende gemeinsam mit dem stellvertretenden Vorsitzenden oder dem Schatzmeister. Diese Personen vertreten den Verband gerichtlich und außergerichtlich. Des Weiteren verfügt der Fachverband Spielhallen e. V. über zwei juristische Berater, die beide im Fachbereich Glücksspielrecht spezialisiert sind. Dies sind namentlich der Fachanwalt für Arbeitsrecht Tim Hilbert sowie der Fachanwalt für Verwaltungsrecht Damir Böhm.

## Der FSH in der Verbändestruktur der Unterhaltungsautomatenwirtschaft
Die Verbändestruktur der Unterhaltungsautomatenwirtschaft kann als wenig übersichtlich beschrieben werden. Die vier Spitzenverbände – Verband der deutschen Automatenindustrie e. V. (VDAI), Deutscher Automaten-Großhandels-Verband e. V. (DAGV), Bundesverband Automatenunternehmer e. V. (BA) und Forum für Automatenunternehmer in Europa e. V. (Forum) – vereinen sich seit Juni 2013 unter dem gemeinsamen Dachverband „Die Deutsche Automatenwirtschaft e. V.“ (DAW). Laut Aussage des Sprechers Georg Stecker, um gemeinsam mit einer Stimme zu sprechen und die gemeinsamen Ziele so effektiver in die Politik tragen zu können. Zusätzlich zu diesem Dachverband findet man in der Verbändestruktur die AWI Automaten-Wirtschaftsverbände-Info GmbH, die eine Art gemeinsame PR- und Kommunikationsagentur der genannten vier Spitzenverbände darstellt. Der Bundesverband Automatenunternehmer e. V. wiederum hat unter sich noch weitere elf Landesverbände sowie zwei Fachverbände (Fachverband Spielhallen e. V. und Fachverband Gastronomieaufstellung e. V.). Genau hier fungiert der Fachverband Spielhallen e. V. als länderübergreifende Stimme der Spielhallenbetreiber. Der FSH sieht sich dabei selbst nicht als konkurrierende Institution zu den bestehenden Verbänden.

## Politische Hintergründe
Seit Inkrafttreten des 1. Glücksspieländerungsstaatsvertrages (GlüÄndStV) zum 1. Juli 2012 wurden die Gesetze zur Regulierung des deutschen Glücksspielmarktes ausschlaggebend geändert. Oberstes Ziel der Änderung des Glücksspielstaatsvertrages ist, die Entstehung von Glücksspielsucht und Wettsucht zu verhindern und die Voraussetzung für eine wirksame Suchtbekämpfung zu schaffen. Neben dem GlüÄndStV regulieren zusätzlich die Ausführungsbestimmungen der Länder sowie Landesglücksspielgesetze und Landesspielhallengesetze das Recht der gewerblichen Spielhallen, da mit der Föderalismusreform I im Jahr 2006 die Länder die Gesetzgebungskompetenz für das Recht der Spielhallen erhalten haben. Des Weiteren wird das Recht der Spielhallen parallel in der Spielverordnung – als Teil der Gewerbeordnung – geregelt. Hierin werden vor allem auch technische Richtlinien zur Bauartzulassung von Geldspielgeräten festgelegt (siehe auch Physikalisch-Technische Bundesanstalt (PTB)). Im Juli 2013 wurde die sechste Verordnung zur Änderung der Spielverordnung dem Bundesrat vorgelegt. Auch hier soll der Jugend- und Spielerschutz bei Geldspielgeräten durch eine Begrenzung der Spielanreize und Verlustmöglichkeiten verbessert werden.
Damit sind viele neue Herausforderungen auf die Automatenbranche zugekommen, die es umzusetzen gilt. Dies verstärkt abermals die Relevanz von brancheninternen Verbänden. Hervorzuheben sind hier Spielerschutz- und Präventionsmaßnahmen wie ein betriebliches Sozialkonzept, Mitarbeiterschulungen zur Früherkennung problematischen und pathologischen Spielverhaltens sowie neue Werberichtlinien. In § 25 GlüÄndStV wird überdies ein Verbot von so genannten Mehrfachkonzessionen ausgesprochen. Eine Erlaubnis für einen baulichen Verbund von mehreren Spielhallen kann damit nicht mehr erteilt werden. Für die Praxis der Spielhallenunternehmer bedeutet dies in der Folge, dass neue Großobjekte seit 2012 nicht mehr konzessioniert werden – wodurch bereits jetzt eine Stagnation des Spielhallenmarktes durch eine strukturell präventive Gesetzgebung erreicht wurde. Bereits genehmigte Mehrfachkonzessionen mit einem Bestandsschutz von fünf Jahren laufen bis Mitte 2017 aus.  Diese prägnanten gesetzlichen Änderungen bilden das Fundament der aktuellen Verbandsarbeit der Unterhaltungsautomatenwirtschaft. Der Fachverband Spielhallen e. V. als Interessensvertretung klein- und mittelständischer Spielhallenbetreiber setzt sich im Speziellen für einen Fortbestand ihrer Mitglieder als legale Glücksspielanbieter in Deutschland ein und versucht, die Zukunft des klassischen Spielhallenbetreibers für 2017 maßgeblich politisch zu beeinflussen.

## Kernpunkte der Verbandsarbeit
Die Kernpunkte der Verbandsarbeit resultieren aus der aktuellen Lage der Unterhaltungsautomatenbranche. Wie zuvor in den politischen Hintergründen näher dargelegt, sind die Ziele und Themen des FSH stark durch die politischen Vorgaben und die glücksspielspezifischen Gesetze geprägt. Als Kernpunkte benennt der Verband selbst die Themen Vergnügungssteuer, Unternehmensethik, übergreifende Verbändearbeit, Vollzugsdefizit, die Zukunft der Automatenbranche, das Image der Automatenbranche in der Öffentlichkeit sowie Spieler- und Jugendschutz. Letzteres korreliert stark mit dem Thema Unternehmensethik. Ziel der Verbandsarbeit ist dabei zum einen die Sicherung des Fortbestandes der Mitgliedsunternehmen wie auch insgesamt der wirtschaftlich rentable Fortbestand des legalen terrestrischen Automatenspiels in Deutschland – vor allem in Abgrenzung zu den in Deutschland illegalen Online-Casinos und der sich ausbreitenden Kultur von so genannten Spielcafés oder Teestuben, die unter dem Deckmantel der erlaubnisfreien Gastronomie ihre Umsätze nicht aus dem Kaffee- oder Teeverkauf, sondern den Kasseninhalten der Geldspielgeräten generieren. Das Thema Vollzugsdefizit beschäftigt sich ebenfalls mit dem illegal angebotenen Glücksspiel. Die gewerbliche Unterhaltungsautomatenbranche wirft der Politik und im Speziellen den zuständigen Glücksspielaufsichtsbehörden ein maßgebliches Vollzugsdefizit vor. So können manche Großstädte derzeit nicht einmal valide Gerätezahlen benennen, da in halblegal betriebenen „Schein-Spielhallen“ ein Überblick über die aufgestellten Geräte fehlt. Das Vollzugsdefizit hängt damit oftmals mit einem fehlenden Kenntnisstand und Überblick zusammen. Dieses würde wiederum zu einem unlauteren Wettbewerb führen und die gewerblichen Automatenunternehmer benachteiligen und in ihrer Existenz gefährden. Als existenzgefährdend beschreibt der Fachverband Spielhallen e. V. zudem die kommunalen Vergnügungssteuern auf Geldspielgeräte. Das Aufkommen der Vergnügungssteuer in Form der „Automatensteuer“ hat sich in den Jahren von 1990 bis 2012 in Deutschland vervierfacht. Als Ursache kann hier vor allem die drastische Erhöhung der Steuersätze in einigen Gemeinden und Kommunen genannt werden. Der Fachverband Spielhallen e. V. plädiert diesbezüglich für einen sachlichen Dialog mit zuständigen Ämtern und Behörden zur Verständigung von erträglichen Steuersätzen.
Die Themen Unternehmensethik, Branchenimage sowie Spieler- und Jugendschutz korrelieren thematisch miteinander. Der Spieler- und Jugendschutz hat einerseits durch die Änderung des Glücksspielstaatsvertrages im Jahr 2012 zunehmend an Relevanz gewonnen und wurde vor allem auch gesetzlich stark reglementiert. Andererseits bildet er das Fundament der ethischen Unternehmensführung in der Automatenbranche. Schlagwörter wie Zutrittskontrolle, Sozialkonzepte für Unternehmen, Selbstsperre und Mitarbeiterschulung zur Früherkennung problematischen und pathologischen Spielens finden sich in allen Unternehmensdarstellungen ebenso wie in den Imagekampagnen der Branche. Ziel ist hier zum einen die Abhebung von illegalen Anbietern durch die vollständige Umsetzung der geltenden Gesetze auf Bundes- und Landesebene sowie die Verbesserung des allgemeinen Images der Automatenbranche in der Öffentlichkeit. Der Fachverband Spielhallen e. V. stuft dieses Thema als ausschlaggebend für die Zukunft der gewerblichen Automatenbranche als Teil des legalen Glücksspielangebotes in Deutschland ein.